# Leif Jakobsson (TV-producent)
Leif Verner Jakobsson, född 22 augusti 1953 i Jakobstad var 2012-2018 direktör för Svenska kulturfonden. Han  har tidigare arbetat som TV-producent och kulturadministratör.
Jakobsson studerade historia och statskunskap vid Helsingfors universitet och tog examen som filosofie magister. Efter arbete i turistnäringen vid Medelhavet, anställdes han 1983 som redaktör vid den svenskspråkiga familjeredaktionen inom Rundradion (sedermera FST). Han fick 1986 uppdraget att bygga upp TV-produktionen i Vasa och blev 1989 faktachef vid Finlands Svenska Television (FST). Han blev 1994 kulturchef vid Sveriges Television (SVT), Kanal 1. Han återvände 1997 till FST där han blev programdirektör, men blev 2002 vice VD och programdirektör vid SVT med publicistiskt ansvar för alla kanaler samt webben. Under hans fem år som programdirektör lanserades Barnkanalen och Kunskapskanalen. Han var 2003–2006 ordförande för Nordvisionen.
Jakobsson har haft förtroendeuppdrag inom ett stort antal kulturorganisationer, bl.a. Kungliga Operan i Stockholm, Nordens hus på Färöarna, Nationaloperan och Teaterhögskolan i Helsingfors. Åren 2007–2009 var han chef för Pro Artibus, Finlandssvenskt Konstcentrum. Han utsågs hösten 2009 av Finlands regering till ordförande för Centralkommissionen för konst  för perioden 2010–2012, då han var tjänstledig från Pro Artibus.
2012–2018 var Jakobsson direktör för Svenska Kulturfonden (Stiftelsen för utbildning och kultur på svenska i Finland).